# Kennebec (Volk)

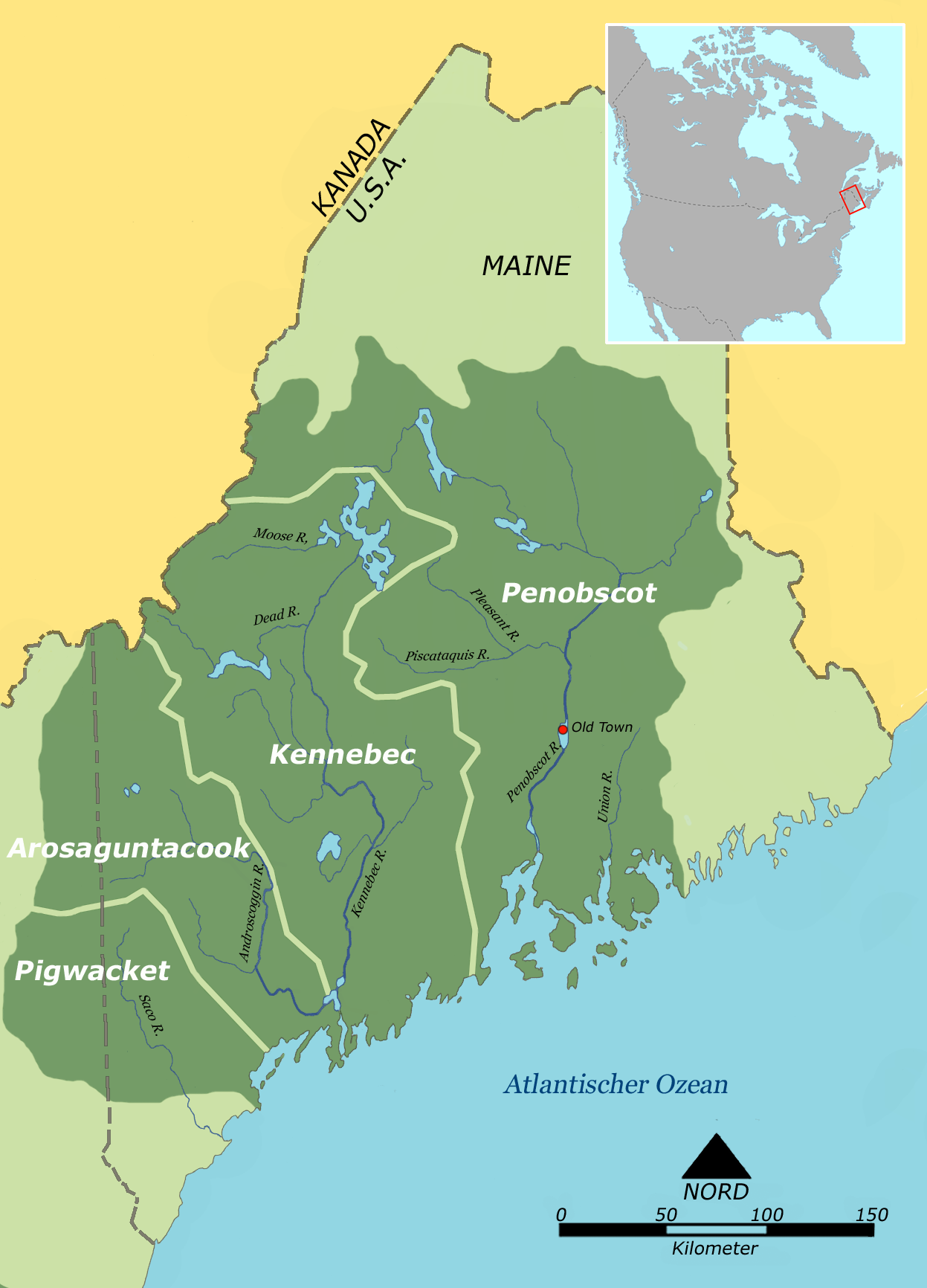
Ehemaliges Wohngebiet der Kennebec

Die Kennebec (auch Caniba) oder Kinipekw, später auch nach einem bedeutenden Dorf Norridgewock (einer Verballhornung von Nanrantsouak – ‚Volk des stillen Wassers zwischen den Stromschnellen‘) genannt, waren ein Algonkin sprechender Indianerstamm im nordöstlichen Nordamerika, der sprachlich und kulturell zu den Östlichen Abenaki gehörte. Sie waren Mitglied der Wabanaki-Konföderation, haben aber schon im 18. Jahrhundert ihre Identität verloren, indem sie sich mit anderen Gruppen vermischten. Ihre Nachfahren findet man heute in den Indianer-Reservaten Wôlinak und Odanak in der kanadischen Provinz Québec.

## Name
Kennebec erscheint sowohl in der Veröffentlichung von Samuel Purchas 1617 als Kennebeke und bezeichnet ein Dorf, als auch in den frühesten französischen Quellen. Es bedeutet in Abenaki Kinipekw und heißt Großes ruhiges Wasser oder Große Bucht. Wahrscheinlich bezieht es sich in erster Linie auf die Merrymeeting Bay. Der Name hat sich seitdem auf den ganzen Fluss und seine Bewohner ausgedehnt. Die Kennebec des 18. Jahrhunderts wurden gewöhnlich Norridgewock nach ihrem letzten verbliebenen Dorf genannt. Die Amaseconti waren eine Unterabteilung vom Sandy River, von denen die meisten 1704 nach Wôlinak in der kanadischen Provinz Québec umzogen. Die Wawenock waren die Bewohner von Bécancour, in Penobscot Wawinak genannt, das zweifellos Runde oder ovale Insel bedeutet, vielleicht nach einer naheliegenden Insel im Sankt-Lorenz-Strom; es jedoch ist ein Dorfname, keine Stammes- oder sprachliche Abteilung.

## Lebensweise
Die Kultur der Kennebec ähnelte der Lebensweise der Algonkin im südlichen Neuengland. Weil sie zum großen Teil von Feldfrüchten, wie Mais, Bohnen und Kürbissen, lebten, lagen ihre Dörfer gewöhnlich an den fruchtbaren Flussufern. Das Anbaugebiet war in der Ausdehnung von der Größe und der Lage der Dörfer abhängig. Die Nahrung wurde durch Wild, Fisch und Wildpflanzen ergänzt. Der Anteil an Fisch und Meeresfrüchten wechselte mit der Ortslage der Dörfer. In unfruchtbaren Gegenden nutzte man oft Fisch als Dünger, um bessere Erträge an Mais zu bekommen.
Den größten Teil des Jahres lebten die Kennebec in Gruppen, die aus mehreren Großfamilien bestanden, verteilt über Jagdgebiete, die in der männlichen Linie vererbt wurden. Im Gegensatz zu den Irokesen waren die Abenaki und die meisten Neuengland-Algonkin patrilinear. Im Frühling und Sommer sammelten sich die Gruppen zum Pflanzen oder Fischen an bestimmten Orten an den Flussufern oder an der Küste. Diese Sommerdörfer waren manchmal befestigt, wenn es Krieg in der Region gab. Verglichen mit den Irokesen-Siedlungen waren die meisten Kennebec-Dörfer eher klein und wurden von durchschnittlich 100 Personen bewohnt. Manche Kennebec bauten ovale Langhäuser, doch die meisten wohnten während der Sommermonate in einem kuppelförmigen, mit Rinde oder gewebten Matten bedeckten, Wigwam. Zu Beginn des Winters teilten sich die Kennebec in kleinere Gruppen auf und zogen weiter ins Binnenland, wo sie in rindenbedeckten, kegelförmigen Wigwams lebten, die den Tipis der Plainsindianer ähnelten.
Die Abenaki sind eher eine geographische und linguistische, als eine politische Gruppierung. Vor dem Kontakt mit Europäern waren die einzelnen Stämme die Basis für eine politische Organisation. In Kriegszeiten sammelten sich gelegentlich mehrere Stämme unter einem starken Sachem, doch die Abenaki waren bekannt für das allgemeine Fehlen einer zentralen Führung. Sogar auf Stammesebene war die Autorität des Sachems begrenzt und bei wichtigen Entscheidungen, wie zum Beispiel über Krieg und Frieden, war normalerweise eine Versammlung aller Erwachsenen erforderlich. Die Abenaki-Konföderation wurde nicht vor 1670 gegründet, und das nur als Antwort auf die permanenten Kriege gegen Irokesen und englischen Kolonisten. Sogar diese Tatsache veränderte nicht viel, denn aus Beschwerden in Berichten französischer Offiziere geht hervor, dass die Abenaki-Führer oft Probleme mit der Kontrolle über ihre Krieger hatten.
In vielen Fällen erwies sich das Fehlen einer zentralen Autorität als vorteilhaft für die Kennebec. Im Falle eines Krieges konnten die Einwohner ihre Dörfer schnell verlassen und sich in kleinere Gruppen aufteilen, um sich später in sicherer Entfernung zu den Feinden wieder zu vereinigen. Es war eine Strategie, die sowohl die Irokesen als auch die Engländer bei wiederholten Eroberungsversuchen verwirrte. Diese Strategie führte aber auch zu der Annahme, dass die Abenaki Nomaden seien. Weil die Abenaki in Kriegszeiten gewöhnlich nach Kanada flüchteten, vermutete die Regierung in Neuengland, dass es sich um kanadische Indianer handelte. Diese Annahme führte dazu, dass ein großer Teil ihres Landes
in Maine, New Hampshire und Vermont ohne Gegenleistung besiedelt wurde. Nur die Penobscot und Passamaquoddy unterzeichneten Verträge und behielten etwas von ihrem traditionellen Land. Die anderen Abenaki wurden enteignet, blieben unbeachtet und lebten in kleinen Gruppen in ihrer traditionellen Heimat. Neuengland besitzt zahlreiche romantische Denkmäler, die an den Untergang der Ureinwohner erinnern sollen – ein Irrtum, weil sie nicht wirklich alle verschwunden sind.

## Geschichte
Als Weiße das Tal des Kennebec Rivers erstmals betraten, begegneten sie Angehörigen des gleichnamigen Stammes. Der Sagamore der Kennebec lebte auf Little Swan Island, einer kleinen Insel im Kennebec River zwischen den heutigen Orten Richmond und Dresden in Maine, USA. Er trug den Titel Bashabes und von ihm oder seinen Vorfahren erhielt der Fluss und der Stamm seinen Namen. Vermutlich war der Wohnsitz des Sagamore stark befestigt. Die Überreste dieser Festung kann man noch heute sehen. Sie war aus Holzstämmen kreisförmig gebaut und hatte auf der Nordseite einen wahrscheinlich unterirdischen Eingang.
Die Kennebec waren in vier Stämme unterteilt und jeder wurde wiederum von einem Häuptling geführt. Bashabes aber wurde als das Oberhaupt angesehen. Das Gebiet des Kennebec-Tales war unter den vier Stämmen aufgeteilt.
Die Sagadahoc bewohnten das Land zwischen Merrymeeting Bay und dem Atlantischen Ozean. Die Cussenock siedelten in der Gegend der heutigen Stadt Augusta. Die Tacconet besaßen die fruchtbare Region am Sebasticook River, einem Nebenfluss des Kennebec Rivers und die mächtigen Norridgewock bewohnten das heilige Tal des Norridgewock Rivers.
Die Familien gaben den durch ihre Wohngebiete fließenden Gewässer besondere Namen. Der Kennebec River zwischen Merrymeeting Bay und dem Ozean wurde Sagadahoc genannt, zu Ehren des Stammes, der an seinen Ufern siedelte. Zwischen Merrymeeting und Skowhegan Falls trug der Fluss den Namen des Häuptlings Bashabes. Zwischen Skowhegan und Solon hieß der Fluss Aruntsook und von den Fällen bei Solon bis zum Moosehead Lake nannte man ihn Carratunk. Moosehead, die Quelle des Flusses, wurde Cerbon genannt, was großes Gewässer bedeutet.
Als die Weißen mit der Besiedlung der fruchtbaren Ufer des Kennebec Rivers begannen, mussten die Indianer weichen. Bashabes war gezwungen, seinen Sitz auf Little Swan Island zu verlassen und das indianische Dorf Cushnuc bei Augusta wurde verwüstet. Die Überreste der vier Stämme richteten eine Petition an den britischen Gouverneur von Maine. Doch die Bitte, am Oberlauf des Flusses friedlich leben zu dürfen, wurde schließlich abgelehnt und im August 1724 vertrieb man die letzten Kennebec nach Kanada.